# روبر حسین

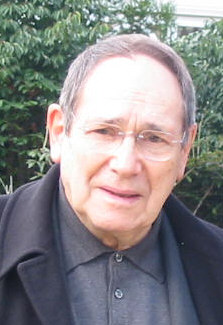
روبرت حسین در سال ۲۰۰۷

روبرت حسین (به فرانسوی Robert Hossein) (زادهٔ ۳۰ دسامبر ۱۹۲۷ در پاریس – ۳۱ دسامبر ۲۰۲۰) بازیگر، کارگردان و فیلم‌نامه نویس فرانسوی با تبار ایرانی(بروجرد) بود. آندره حسین پدر او است.
وی در ۳۱ دسامبر ۲۰۲۰ در پاریس فرانسه در سن ۹۳ سالگی در کلینیکی در نزدیکی نانسی به دلیل ابتلا به کووید ۱۹ درگذشت.

## آغاز زندگی
روبر حسین زادهٔ ۳۰ دسامبر ۱۹۲۷ در پاریس است. وی فرزند امین‌الله آندره حسین، آهنگساز اهل سمرقند ازبکستان و سازندهٔ آثاری چون مینیاتورهای ایرانی است. مادر وی، آنا مینِوسکایا، بازیگر و پیانیستی یهودی اوکراینی و اهل کیف بود.

## زندگی هنری
روبر حسین نخستین فیلم خود را با عنوان بدجنس‌ها به جهنم می‌روند در ۱۹۵۶ ساخت.
روبر حسین دارای نشان افسر، شوالیه و کوماندوی لژیون دونور، نشان ملی لیاقت، نشان افتخار مولیر، مدال شهر پاریس و نشان لیاقت فرهنگ فرانسه بود.

## زندگی خصوصی
روبر حسین سه بار ازدواج کرده‌است. بار نخست با مارینا ولادی، بار دوم با کرولین اِلیاچِف و بار سوم با کاندیس پاتو. وی از سال ۲۰۰۰ مدیر تئاتر مارینی بود.

## فیلم‌شناسی
- بدجنس‌ها به جهنم می‌روند (۱۹۵۶)
- ریفیفی
- حرفه‌ای (فیلم ۱۹۸۱)
- پیش پا افتاده
- یکی و دیگری